# Under Siege (2022)
Under Siege (2022) – gala wrestlingu zorganizowana przez amerykańską federację Impact Wrestling, która była transmitowana za pomocą platform Impact Plus i YouTube (dla subskrybentów IMPACT Ultimate Insiders). Odbyła się 7 maja 2022 w Promowest Pavilion at Ovation w Newport. Była to druga gala z cyklu Under Siege.

## Rywalizacje

### Pojedynek o Impact World Championship
W odcinku Impactu! z 28 kwietnia Josh Alexander pokonał Moose’a w walce rewanżowej, pozostając posiadaczem tytułu Impact World Championship (Moose stracił tytuł mistrzowski na gali Rebellion (23 kwietnia)). Po zakończeniu spotkania Alexander skonfrontował się z zawodnikiem japońskiej federacji New Japan Pro-Wrestling (NJPW), Tomohiro Ishiim, który został wybrany na kolejnego przeciwnika mistrza świata przez wiceprezesa Impact Wrestling, Scotta D’Amore. 

## Wyniki walk
Zestawienie zostało opracowane na podstawie źródła:
| Nr                                                                   | Wyniki | Stypulacje                                          | Czas  |
| -------------------------------------------------------------------- | --- | --------------------------------------------------- | ----- |
| 1P                                                                   | Heath i Rhino pokonali Raja Singha i Sherę | Tag Team match                                      | 6:30  |
| 2P                                                                   | Rich Swann pokonał Laredo Kida i Mike’a Baileya | Three-Way match                                     | 7:57  |
| 3                                                                    | Gisele Shaw (z Alishą) pokonała Madison Rayne (z Tenille Dashwood) | Singles match                                       | 7:16  |
| 4                                                                    | Chris Sabin pokonał Steve’a Maclina | Singles match                                       | 13:23 |
| 5                                                                    | Taya Valkyrie (c) pokonała Deonnę Purrazzo | Singles match o AAA Reina de Reinas Championship    | 10:09 |
| 6                                                                    | Ace Austin (c) pokonał Treya Miguela | Singles match o Impact X Division Championship      | 13:04 |
| 7                                                                    | Honor No More (Eddie Edwards, Kenny King, Matt Taven, Mike Bennett i Vincent) (z Marią Kanellis) pokonali Bullet Club (Chris Bey, Doc Gallows, El Phantasmo, Jay White i Karl Anderson) | 10-man Tag Team match                               | 18:21 |
| 8                                                                    | Tasha Steelz (c) pokonała Havok | Singles match o Impact Knockouts World Championship | 10:26 |
| 9                                                                    | The Briscoe Brothers (Jay Briscoe i Mark Briscoe) pokonali Violent By Design (Eric Young i Deaner) (z Joem Doeringiem) (c)                                                              | Tag Team match o Impact World Tag Team Championship | 11:17 |
| 10                                                                   | Josh Alexander (c) pokonał Tomohiro Ishiiego | Singles match o Impact World Championship           | 23:32 |
| (c) – mistrz/mistrzyni przed walkąP – walka miała miejsce w pre-show | |                                                     |       |